# Bobara
Bobara je nenaseljeni otočić u blizini Cavtata i pripada Cavtatskim otocima
Njegova površina iznosi 63.854 m2. Duljina obalne crte iznosi 1254 m, a iz mora se uzdiže 45 metara.
Otočić je dio ornitološkog rezervata galeba klaukavca. Za vrijeme Dubrovačke Republike na Bobari su se nalazila skloništa koja su služila kao karantena.

## Zemljopisni položaj i geomorfološke osobitosti
Geološku podlogu cijelo otočja najvećim dijelom čine sedimentne stijene, uglavnom vapnenačke, a na pojedinim mjestima dolomiti iz mezozoika, ostatak nekadašnjeg Lapadskog grebena.
Sjeverna obala Bobare je niska i dosta blago položena, a južna, koja gleda prema otvorenom moru je znatno strmija, jer je izložena intenzivnom abrazijskom djelovanju valova. Obala ne dopušta jednostavan pristup otoku, a nema ni izgrađenih pristaništa.

## Kulturne znamenitosti
Na Bobari se nalaze ostaci zidova nekadašnje karantene.